# Équipe des Pays-Bas masculine de basket-ball en fauteuil roulant
Actualités
L’équipe des Pays-Bas de handibasket est la sélection qui représente les Pays-Bas dans les compétitions majeures de basket-ball en fauteuil roulant. Elle compte quatorze médailles européennes dont deux titres, deux finales mondiales et le titre paralympique lors de sa cinquième finale (remporté en 1992 devant l'Allemagne et la France) à son palmarès.

## Palmarès

### Parcours paralympique

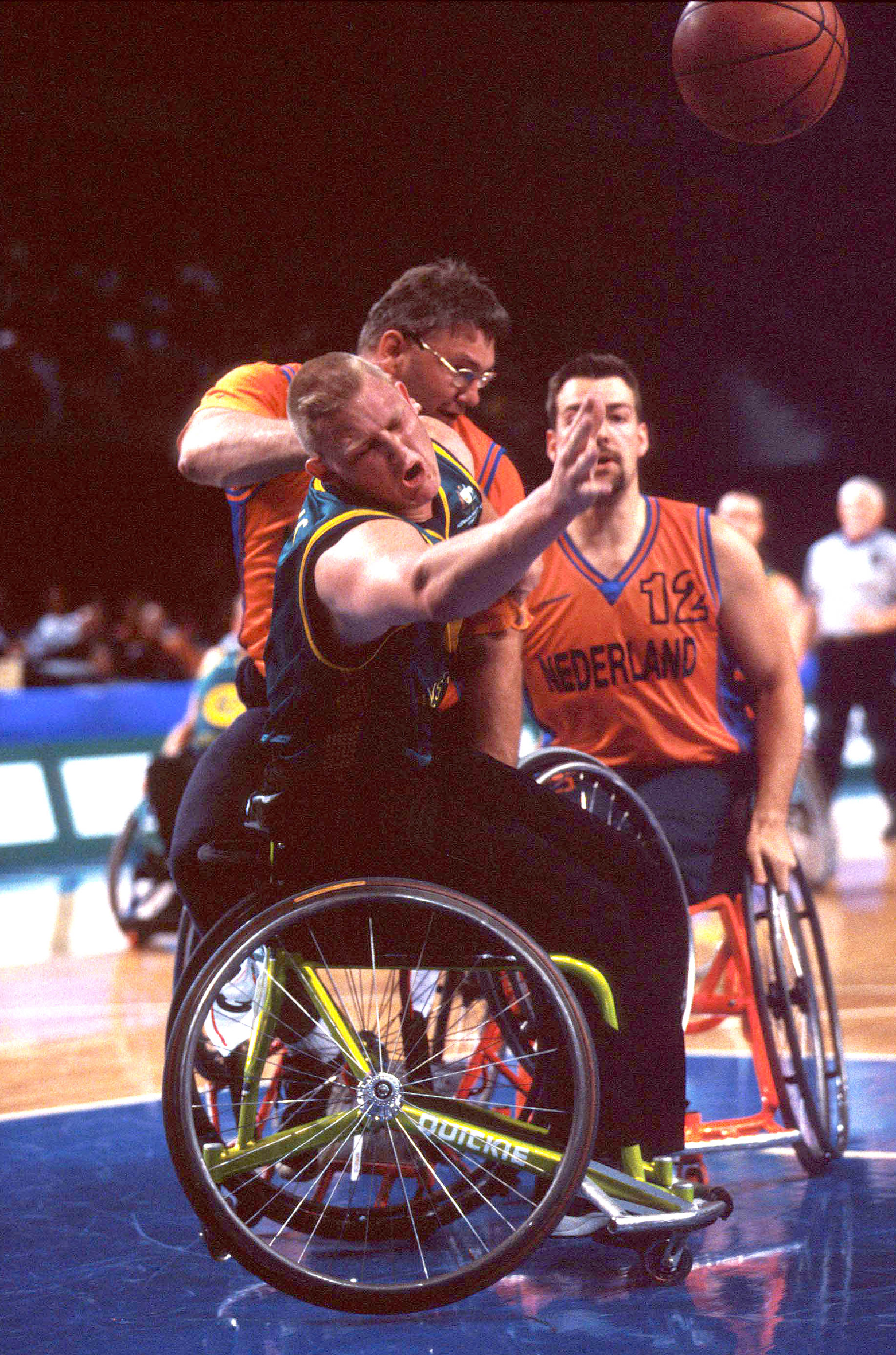
Contre l'Australie aux Jeux paralympiques de Sydney.

L'équipe des Pays-Bas a disputé six finales paralympiques, dont quatre consécutives entre 1980 et 1992, ne remportant que la dernière, et une en 2000.
- 1960 :  Médaillée d'argent (catégorie B) à  Rome
- 1980 :  Médaillée d'argent à  Arnheim
- 1984 :  Médaillée d'argent à  New York /  Stoke Mandeville
- 1988 :  Médaillée d'argent à  Séoul
- 1992 :  Médaillée d'or à  Barcelone
- 1996 : 7e place à  Atlanta
- 2000 :  Médaillée d'argent à  Sydney
- 2004 : 4e place à  Athènes
- 2008 : Non qualifiée
- 2012 : Non qualifiée
- 2016 : 7e place à  Rio de Janeiro
- 2020 : Non qualifiée
- 2024 : 6e place à  Paris

### Palmarès aux Championnats du Monde
L'équipe des Pays-Bas a disputé deux finales mondiales, en 1979 et 1998.
- 1973 :  Médaillée de bronze à  Bruges (compétition disputée uniquement par les nations européennes)
- 1979 :  Médaillée d'argent à  Tampa
- 1986 :  Médaillée de bronze à  Melbourne
- 1994 : 5e place à  Edmonton
- 1998 :  Médaillée d'argent à  Sydney
- 2002 : 7e place à  Kitakyushu
- 2006 : 4e place à  Amsterdam
- 2010 : Non qualifiée
- 2014 : 15e place à  Incheon[3]
- 2018 : 10e place à  Hambourg
- 2022 : 4e place à  Dubaï

### Palmarès européen
- 1971 :  Médaillée de bronze aux Championnats d'Europe à  Kerpape
- 1974 :  Médaillée d'argent aux Championnats d'Europe à  Kerpape
- 1977 :  Médaillée d'argent aux Championnats d'Europe à  Raalte
- 1978 :  Médaillée de bronze aux Championnats d'Europe à  Kerpape
- 1981 :  Médaillée de bronze aux Championnats d'Europe à  Genève
- 1987 :  Médaillée d'argent aux Championnats d'Europe à  Lorient
- 1989 :  Médaillée d'argent aux Championnats d'Europe à  Charleville-Mézières
- 1991 :  Médaillée d'argent aux Championnats d'Europe à  El Ferrol
- 1993 :  Médaillée d'or aux Championnats d'Europe à  Berlin
- 1995 :  Médaillée de bronze aux Championnats d'Europe à  Paris
- 1999 :  Médaillée de bronze aux Championnats d'Europe à  Ruremonde
- 2001 :  Médaillée d'argent aux Championnats d'Europe à  Amsterdam
- 2003 :  Médaillée d'argent aux Championnats d'Europe à  Sassari / Porto Torres
- 2010 :  Médaillée d'or aux Championnats d'Europe (division B) à  Brno
- 2013 : 7e place aux Championnats d'Europe à  Francfort-sur-le-Main
- 2015 : 4e place aux Championnats d'Europe à  Worcester
- 2017 : 4e place aux Championnats d'Europe à  Adeje
- 2019 : 7e place aux Championnats d'Europe à  Wałbrzych
- 2021 :  Médaillée d'or aux Championnats d'Europe à  Madrid[4]
- 2023 :  Médaillée de bronze aux Championnats d'Europe à  Rotterdam

## Joueurs célèbres ou marquants
- Marc de Hond (en)
- Mustafa Korkmaz
- Gertjan van der Linden (nl)
- Robin Poggenwisch (nl)
- Paul Toes (nl)

## Entraîneurs successifs
- Gertjan van der Linden (nl)